# Ceratotrocha cornigera
Ceratotrocha cornigera is een raderdiertjessoort uit de familie Philodinidae. De wetenschappelijke naam van deze soort is voor het eerst geldig gepubliceerd in 1893 door Bryce.